# Tekuder
Ahmed Tekuder (in mongolo Tögöldör/Төгөлдөр, ossia "Perfetto"; 1246 o 1247 – 10 agosto 1284) fu sultano dell'Ilkhanato d'Iran, figlio di Hulegu e fratello del suo predecessore Abaqa.

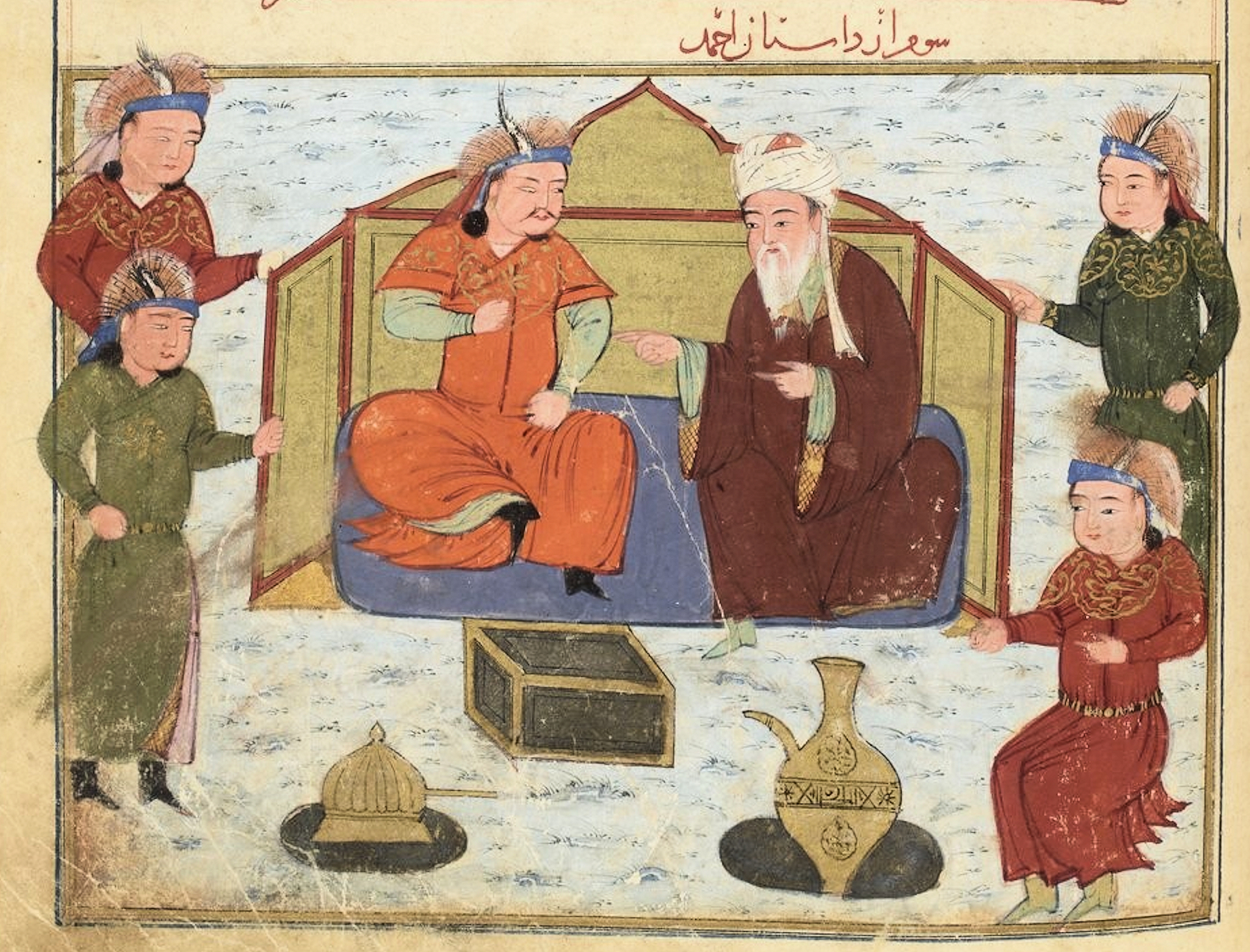
Tekuder e Shams al-Din Juvayni.

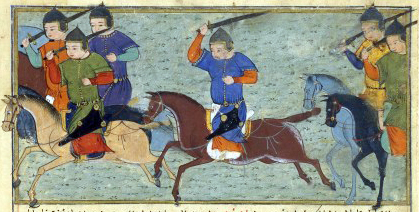
Tekuder alla guida di guerrieri mongoli.

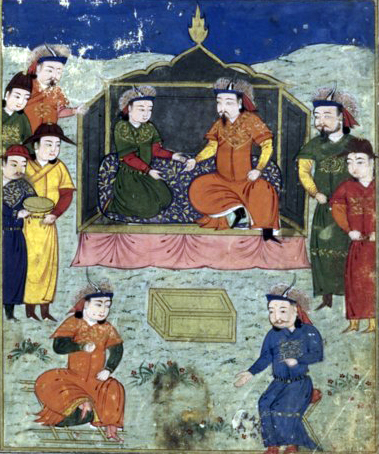
Arghun e Tekuder.

Noto anche come Sultan Ahmad (reg. 1282–1284), a lui succedette Arghun Khan.
 
Tekuder nacque come Nicola Tekuder Khan e fu battezzato come cristiano nestoriano prima di abbracciare tuttavia l'Islam e cambiare il proprio nome in Aḥmed Tekuder.
Quando Tekuder salì al trono nel 1282, trasformò l'Ilkhanato in un Sultanato. Tekuder propagò zelantemente la sua nuova fede e pretese che la stessa cosa facessero i suoi funzionari. Tuttavia suo nipote Arghun, Governatore del Khorasan, era buddista e chiese aiuto al suo parente Kublai Khan, Gran Khan dell'Impero mongolo e Imperatore della Dinastia Yuan. Kublai era fortemente adirato per questa situazione densa di pericoli d'instabilità per l'intero universo politico mongolo e Arghun dovette perciò rovesciare Tekuder da solo, visto che l'Impero del Gran Khan era assai lontano dalla Persia.
Tekuder inviò una missiva amichevole al Sultano mamelucco d'Egitto, chiedendo la pace tra i due sultanati ma la sua conversione all'Islam e le buone relazioni coi Mamelucchi non furono visti bene dalla nobiltà mongola, che seguiva in gran maggioranza lo Sciamanesimo e il Buddismo, con qualche simpatia per il Cristianesimo.
Quando Arghun non ricevette alcuna risposta da Kublai, dichiarò senz'altro guerra a Tekuder. Tekuder invocò l'aiuto del Sultano mamelucco ma i Mamelucchi non collaborarono pienamente con lui. Disponendo di un esercito più piccolo e inferiore quanto a capacità bellica, Tekuder fu sconfitto dal più numeroso esercito di Arghun e fu infine catturato e passato per le armi dal parente rivale il 10 agosto 1284.